# Куапель, Антуан
Антуа́н Куапе́ль (фр. Antoine Coypel; 11 апреля 1661[…], Париж — 7 января 1722[…], Париж) — французский живописец, рисовальщик-орнаменталист и гравёр стиля Регентства, известный мастер французской книжной иллюстрации, автор теоретического трактата «Рассуждения о своём искусстве» (1721). Старший сын живописца и гравёра, художника «большого стиля» Ноэля Куапеля, единокровный брат Ноэля-Николя Куапеля и отец Шарля Антуана Куапеля.

## Биография
Антуан Куапель учился у отца и в двенадцать лет сопровождал в Рим отца, который в 1673—1675 годах руководил там Французской академией. В Риме Куапель-Сын завершил своё обучение, «проявив себя развитым учеником с большими способностями». В Италии он изучал искусство великих мастеров эпохи Возрождения и античную скульптуру. На него сильное влияние оказала местная школа барокко и искусство Корреджо, которым он восхищался на обратном пути во Францию, где получил классическое литературное образование в колледже Харкура (collège d’Harcourt).
В девятнадцать лет Антуан Куапель написал для Собора Парижской Богоматери большую картину «Вознесение Девы Марии». 23 октября 1681 года, когда Куапелю едва исполнилось двадцать лет, он стал членом Королевской академии живописи и скульптуры за предоставленную картину на заданную тему: «Аллегория побед Людовика XIV» (Монпелье, Музей Фабра). Композиция картины вдохновлена образцами «большого стиля» Шарля Лебрена.
Антуан Куапель стал получать многочисленные заказы на оформление королевских резиденций Марли, Версаль и Мёдон. В 1685 году он стал официальным живописцем Орлеанского дома. Он испытал воздействие мощного искусства Рубенса, влияние которого особенно заметно в его «Портрете Демокрита»; копия «Охоты на льва» Рубенса будет найдена в его имуществе после смерти.
На рубеже веков Антуан Куапель написал знаменитые в прошлом картины «Вакх и Ариадна» и «Триумф Галатеи», позднее утраченные, но многократно копированные, которые окажут длительное влияние на искусство XVIII века и его вкус к лёгким мифологическим сюжетам. В 1691 году Куапелю было поручено создать серию рисунков к «Истории Людовика XIV», в 1710 году он возглавил «Кабинет рисунков» короля. В 1710 году был принят в «Королевскую академию надписей» (l’Académie des inscriptions). В 1714 году назначен директором Королевской Академии живописи и скульптуры, затем ректором, в 1716 году стал первым живописцем короля. В 1717 году получил дворянство.
Его основной работой в эти годы считается роспись потолка Королевской капеллы в Версале, где он также сделал множество набросков для настенной росписи, напоминающих образцы в стиле римского барокко, которыми он восхищался в юности. Значительное влияние на творчество Антуана Куапеля оказал придворный театр, что было свойственно эстетике «большого стиля» эпохи Людовика XIV. Об этом свидетельствуют несколько театральные и помпезные позы персонажей, изображённых на его картинах. Особенно часто в роли модели выступал актёр Бакон, способный передать любой характер или ситуацию. Друзьями художника были Жан Расин, Никола Буало и Жан де Лафонтен.

## Значение творчества Антуана Куапеля и его влияние на европейское искусство
Антуан Куапель был среди тех французских мастеров, которые создавали основы национальной школы живописи, постепенно отдалявшейся от итальянского стиля, считавшегося до этого идеальным образцом.
В поздние годы Антуан Куапель переходил от помпезного «большого стиля» эпохи Короля-Солнце Людовика XIV к камерному и чувственному стилю Регентства. Для галереи королевского дворца в Версале он написал четырнадцать картин маслом, изображавших приключения Энея на тему поэмы «Энеида» Вергилия. С 1714 по 1717 год он также написал большие картины для стен дворца Пале-Рояля, резиденции герцога Орлеанского, в Париже. Некоторые из них сегодня находятся в Лувре, а Эней и Анхис, Эней и Ахат, находятся в музее Фабра в Монпелье. На плафоне дворца Пале-Рояль художник изобразил собрание богинь, лицам которых он придал черты известных парижских красавиц, таким образом вместо собрания греческих богинь, получилось общество французских дам.
Антуан Куапель был одним из ведущих рисовальщиков своего поколения. Сохранилось около пятисот рисунков, многие из них хранятся в Лувре. Они включают в себя этюды разных голов и фигур и подготовительные рисунки к картинам. Куапель был особенно искусен в использовании цветных карандашей и мела, сангины и пастели.
В тесном сотрудничестве с гравёрами Куапель трудился над воспроизведением в гравюрах своих живописных произведений. С Куапелем сотрудничали Шарль Луи Симонно, Жерар Одран, Луи Деплас, Гаспар Дюшан, Герард Эделинк и многие другие. Сам Куапель много работал для оформления книжных изданий, рисовал и гравировал орнаментальные композиции.
В 1718 году в Париже вышел фривольный античный роман Лонга «Дафнис и Хлоя» тиражом 250 экземпляров. Инициатором издания был герцог Орлеанский. Считается, что он также был автором иллюстраций. Однако, скорее, автором рисунков был Антуан Куапель, учитель рисования регента, и его сын Шарль Антуан Куапель, а 29 гравюр по рисункам отца и сына Куапелей выполнил Бенуа Одран Первый (1661—1721). Отец и сын Куапели гравировали по рисункам К. Жилло, картинам А. Ватто, Ф. Буше, Н. Ланкре. Совместно выполняли картоны для мануфактуры Гобеленов.
В 1721 году Антуан Куапель опубликовал теоретический трактат «Рассуждения о своём искусстве» (Discours sur son art). Он умер год спустя.
Около 1712 года скульптор Антуан Куасевокс создал портрет Антуана Куапеля, который теперь хранится в Лувре.

## Галерея
- Всевышний во славе приносит миру обещание искупления. Роспись плафона Королевской капеллы в Версале. Ок. 1710
- Бог Отец Всемогущий. Деталь росписи
- Молодой чёрный мальчик держит корзину с фруктами, а девочка гладит собаку (Послы Марокко в Итальянской комедии). Между 1684 и 1722. Холст, масло. Лувр, Париж
- Демокрит. 1692. Холст, масло. Лувр, Париж
- Леда и лебедь. Холст, масло. Замок Броди, Великобритания
- Елеазар и Ревекка у колодца. 1701. Холст, масло. Лувр, Париж
- Обморок Эсфири перед Артаксерксом. Ок. 1704. Холст, масло. Лувр, Париж
- Собрание богов. Между 1703 и 1705. Холст, масло. Музей изящных искусств, Анже
- Мужчина, отдыхающий на коленях у женщины. Ок. 1716. Бумага, итальянский карандаш, сангина, белила. Лувр, Париж
- Мужская фигура со спины. Между 1689 и 1722. Голубая бумага, итальянский карандаш, сангина, мел. Лувр, Париж
- Фавн, сидящий на балюстраде. 1695. Бумага, итальянский карандаш, сангина, мел. Национальная галерея Канады, Оттава
- Нереида. Ок. 1702. Бумага, итальянский карандаш, мел. Лувр, Париж
- Пан, поверженный путти. 1692. Офорт
- Вакх с сопровождающими сатирами сидит и пьёт у пещеры. 1693. Офорт Ж. Одрана по картине А. Куапеля